# Storm of the Light’s Bane
Storm of the Light’s Bane – drugi pełnometrażowy album black/death metalowej grupy Dissection. Nagrywany w marcu 1995 roku, wydany 17 listopada tego samego roku przez Nuclear Blast. W 2006 r. pojawiła się wznowiona edycja w dwupłytowym wydaniu.
Ponadto japońska edycja albumu zawiera bonusowy utwór 5. The Feathers Fell pomiędzy Where Dead Angels Lie a Retribution – Storm Of The Light’s Bane.

## Lista utworów
1. At The Fathomless Depths – 01:56
2. Night's Blood – 06:40
3. Unhallowed – 07:29
4. Where Dead Angels Lie – 05:51
5. Retribution – Storm Of The Light’s Bane – 04:51
6. Thorns Of Crimson Death – 08:06
7. Soulreaper – 06:57
8. No Dreams Breed In Breathless Sleep – 01:26

2 CD (wydanie wznowione)
Storm of the Light’s Bane '95
1. At the Fathomless Depths – 2:00
2. Night's Blood – 6:43
3. Unhallowed – 7:31
4. Where Dead Angels Lie – 5:57
5. Retribution – Storm Of The Light’s Bane – 4:51
6. Feathers Fell – 0:54
7. Thorns Of Crimson Death – 8:07
8. Soulreaper – 6:56
9. No Dreams Breed In Breathless Sleep – 1:32

Demo '94
1. Night's Blood – 7:14
2. Retribution – Storm Of The Light’s Bane – 5:12

Where Dead Angels Lie MCD '96
1. Elisabeth Bathori – 5:05
2. Where Dead Angels Lie (demo version) – 6:10
3. Antichrist – 2:44
4. Son Of The Mourning – 3:13

## Twórcy
- Jon Nödtveidt – wokal, gitara
- Peter Palmdahl – gitara basowa
- Johan Norman – gitara
- Ole Öhman – perkusja